# Teateråret 1879

## Händelser

### Okänt datum
- Anne Charlotte Leffler skriver pjäserna I doktorns familj och Nihilisterna, som dock inte fullbordas.[1]

## Födda
- 18 november – Sven Peterson, svensk skådespelare
- 29 december – Martin Oscàr, svensk operasångare.